# Jánoshalmai kistérség
A Jánoshalmai kistérség kistérség Bács-Kiskun megyében, központja Jánoshalma.

## Települései
| Borota | Jánoshalma | Kéleshalom | Mélykút |

## Története

### Előzmények
A Jánoshalmai kistérség előzményének tekinthető közigazgatási területi egység a trianon után létrejött Jánoshalmi járás volt, melyet azonban a tanácsrendszer bevezetésekor az 1950-es járásrendezés során megszüntettek. Ennek területe azonban nem egyezett meg a mai kistérséggel, mivel hozzá volt beosztva Kisszállás is, viszont Mélykút a Bácsalmási járásban maradt, ahova korábban a kistérség valamennyi települése tartozott.
A megszűnő Jánoshalmi járás községeit 1950-ben a Kiskunhalasi járásba sorolták, Mélykút pedig 1962-ben követte őket, amikor a Bácsalmási járás is megszűnt, így a négy település négy évtizedes elkülönülés után ismét egy járásba került.
1984-től, amikor valamennyi járás megszűnt, Borota a Bajai városkörnyékhez került, a többi település pedig a Kiskunhalasihoz. Bár Bácsalmás ekkor városi jogú nagyközség lett és nagyközségkörnyék-központ, Mélykút szintén nem oda, hanem Kiskunhalashoz lett beosztva.
Magyarországon 1990 és 1994 között nem volt a megyéken belüli térségi különbségek bemutatására alkalmas, egész országot lefedő, közigazgatási alapú statisztikai csoportosítás, majd 1994-től kialakult a kistérségek rendszere.
A Jánoshalmai kistérség települései történetük során különböző központokhoz vonzódtak és vonzódnak ma is, elsősorban Kiskunhalashoz, Bajához, Jánoshalmához és Bácsalmáshoz. Ez a sokirányú vonzódás ma is jellemző a különböző közigazgatási szervek és államilag szervezett szolgáltatások területi rendszerében, így a kistérség települései más-más rendőrkapitánysághoz, földhivatalhoz, helyi bírósághoz, kórházhoz stb. tartoznak.

### A kistérség története
A Jánoshalmai egyike azon 138 kistérségnek, melyeket a KSH 1994-ben alakított ki a települések közötti valós munka-, lakóhelyi, közlekedési, középfokú ellátási és egyéb kapcsolatok alapján. A települési önkormányzatok egyes közszolgáltatási feladatainak és a kistérségi területfejlesztési feladatoknak társulásban történő ellátását ösztönözni kívánó kormány megalkotta a többcélú kistérségi társulások támogatására vonatkozó 65/2004. (IV.15.) számú rendeletét, aminek nyomán e kistérségben is létrejött a valamennyi település részvételével működő többcélú kistérségi társulás.